# Faulenrost
Faulenrost – miejscowość i gmina w Niemczech,  w kraju związkowym Meklemburgia-Pomorze Przednie, w powiecie Mecklenburgische Seenplatte, wchodząca w skład Związku Gmin Malchin am Kummerower See.
Dzielnice: Demzin, Hungerstorf, Rittermannshagen i Schwabendorf.